# Devena strigania
Devena strigania là một loài bướm đêm trong họ Noctuidae.